# A. C. Gilbert Company
A. C. Gilbert Company était une importante entreprise de jouets américaine, fondée par Alfred Carlton Gilbert, un athlète, magicien, inventeur et entrepreneur. L'entreprise a conçu et commercialisé l'Erector Set (en), un jouet de construction similaire au Meccano, des boîtes de chimie, des kits de microscopie et une gamme de télescopes réflecteurs bon marché. En 1938, Gilbert rachète American Flyer (en), un fabricant de trains miniatures. La société Gilbert est en difficulté après la mort de son fondateur en 1961 et fait faillite en 1967. Ses marques et ses gammes de jouets sont alors cédées à d’autres sociétés.

## Histoire

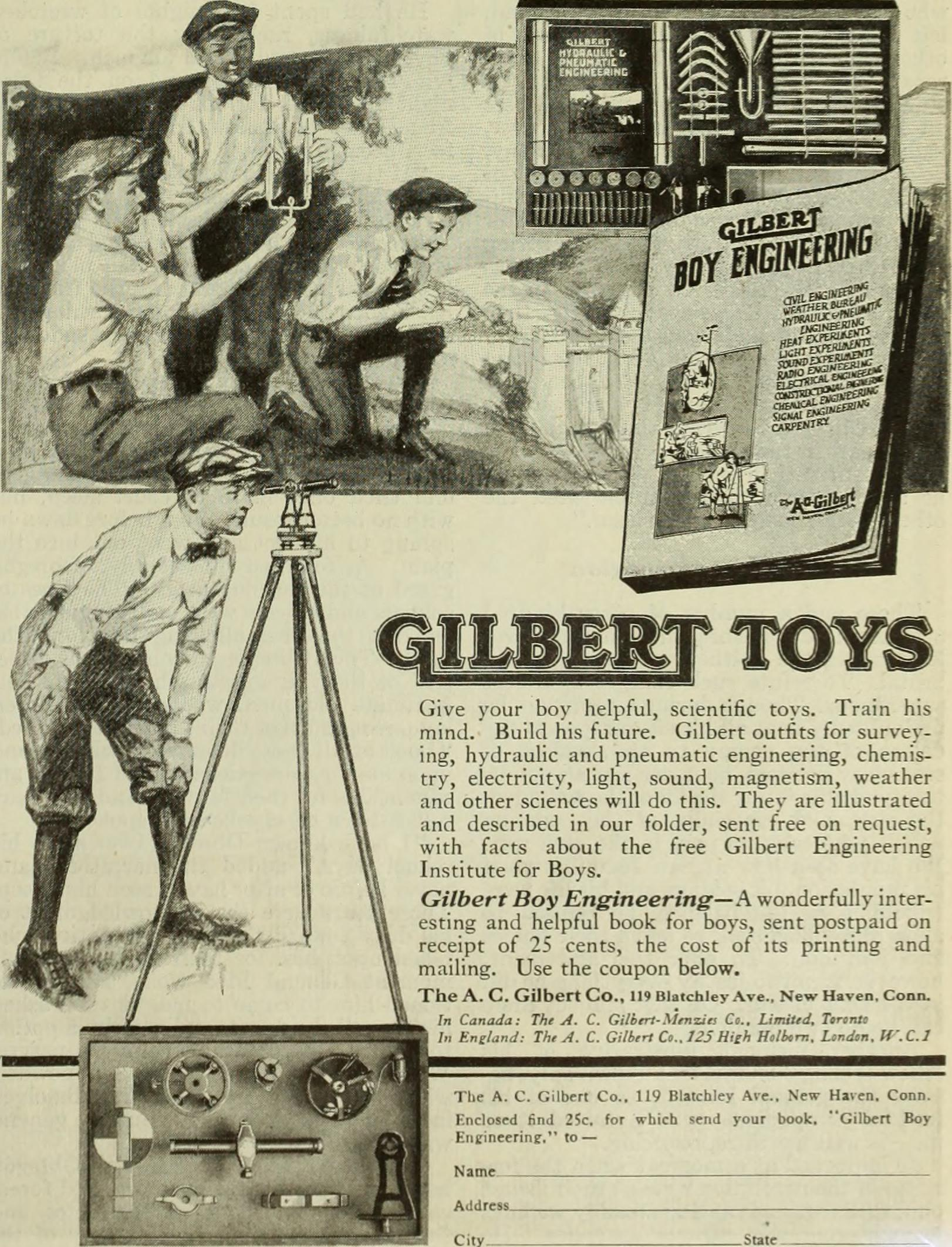
Publicité d'AC Gilbert dans le Saturday Evening Post, 1920.

Connue à l'origine sous le nom de Mysto Manufacturing Company, la société est fondée en 1909 à Westville, dans le Connecticut, par Alfred Carlton Gilbert, un magicien, et son ami John Petrie, pour fournir des accessoires de spectacles de magie,. Leurs coffrets de magie « Mysto Magic » sont commercialisés des années 1910 jusqu'aux années 1950. Les kits contenaient une variété d'objets, notamment des anneaux entrelacés, des cartes à jouer et une baguette magique.
En 1911, Gilbert invente le jouet de construction Erector, inspiré des poutres de chemin de fer utilisées par le New York, New Haven and Hartford Railroad dans son projet d'électrification de la ligne principale. Gilbert et sa femme Mary développent des prototypes en carton pour obtenir les bonnes tailles, ouvertures et angles afin de créer un modèle de poutre robuste et constructible. L'ensemble Erector est présenté en 1911, sous le nom de Mysto Erector Structural Steel Builder, à la foire du jouet de New York.
En 1916, le nom de la société est changé en AC Gilbert Company.
En 1920, la société commercialise des récepteurs radio à tube à vide conçus par la C. D. Tuska Company (en) et, l'année suivante, afin de susciter l'intérêt du grand public pour la radio, exploite la station WCJ (en), première station de radiodiffusion autorisée dans l'État du Connecticut. Cependant, les ventes de récepteurs s'arrêtent quand la Westinghouse Electric Corporation menace d'une action en justice, au motif que les droits de brevet de Tuska ne s'étendent pas à d'autres sociétés et WCJ est fermée à la fin de 1922.
À partir de 1922, AC Gilbert fabrique des kits de chimie de différentes tailles. Les manuels d'instructions sont co-édités par un Sterling Professor (en) de l'université Yale et l'un de ses étudiants diplômés,.
Entre 1946 et 1966, la société fabrique des trains jouets baptisés American Flyer (en).
Dans les années 1950 est proposé à la vente le Gilbert U-238 Atomic Energy Lab, un kit comprenant un compteur Geiger et des échantillons radioactifs,.
Une gamme de télescopes réflecteurs bon marché exploite l'engouement créé par Spoutnik 1 à la fin des années 1950. En 1958, la société fait la promotion de ses jouets scientifiques en commandant une bande dessinée, Adventures in Science, à Custom Comics. Dans la bande dessinée, un mystérieux « M. Science » saute à travers le temps et l'espace avec un adolescent qui s'ennuie pour l'intéresser à la science.
En 1965, AC Gilbert produit des figurines inspirées du film James Bond et un coffret de voitures de course sur route mettant en vedette l'Aston Martin DB5 de James Bond.